# 麻栗坡杜鹃
麻栗坡杜鹃（学名：Rhododendron malipoense）为杜鹃花科杜鹃花属下的一个种。

## 扩展阅读
- 維基物種上的相關：麻栗坡杜鹃